# Takuya Suzumura
Takuya Suzumura (jap. 鈴村 拓也, Suzumura Takuya; * 13. September 1978 in der Präfektur Aichi) ist ein ehemaliger japanischer Fußballspieler.

## Karriere

### Verein
Suzumura erlernte das Fußballspielen in der Schulmannschaft der Yokkaichi Chuo Technical High School. Seinen ersten Vertrag unterschrieb er 1997 bei Vissel Kōbe aus der höchsten Liga, der J1 League. Für den Verein absolvierte er sechs Erstligaspiele. 1998 beendete er seine Spielerkarriere.

### Nationalmannschaft
Suzumura wurde 2004 in den Kader der japanischen Futsalnationalmannschaft berufen und kam bei der Futsal-Weltmeisterschaft 2004 zum Einsatz.